# 天童大人
天童大人（てんどうたいじん、1943年 - ）は日本の詩人、朗唱家、字家クリスタル・スィングボウル奏者。北海道小樽市生まれ。
「肉聲の復権」を目指し、アートパフォーマンスProjet La Voix des Poètes（詩人の聲）を2006年10月14日に創立し、詩人白石かずこの聲から始まった。高橋睦郎、天沢退二郎、稲葉真弓、伊藤比呂美、中沢けい、坂上弘、美術評論家・酒井忠康、建畠晢、ワシオ・トシヒコなど約180名余りが国内外から参加し、2024年12月19日までに、第2334回公演を刻んで、現在も継続中。2018年1月、世界の文学に貢献したとKATHAK文学賞（バングラデュシユ）を受賞。2019年9月、「VΘEME」を商標登録。
日本ペンクラブ、日本文藝家協会、アフリカ国際詩協会（セネガル）所属。

## 経歴
- 1943年、小樽市に生まれる。
- 13歳で単身上京し、獨協学園中等部3年に編入。1961年高等部卒業(四年間精勤賞)、1963年文化学院文科入学。1964年獨協大学経済学部入学。
- 1964年、文化学院の一年下級生村上博(現辻原登)等と共に、作家桂芳久の元、同人誌第二次『文学共和國』を創刊、二号で廃刊。
- 1966年文化学院文科卒業。その後、獨協大学外国学部フランス語学科で学ぶ。
- 1970年瑞穂書房を設立。桂芳久作品集『火と碑』を刊行。11月11日、三島由紀夫に作品集の出来上がった見本を持って桂芳久と共に、自宅を訪問し、会う。
- 1971年　作家森茉莉と出会う。右翼の巨頭と呼ばれた田中清玄と俳優岡田真澄の紹介で、飯倉のキャンテイで会い、自伝を書いてほしいと言われたが、　　　　　国文学者加藤守雄先生に相談。「右翼の親分の自伝を書いてどうするのか」と言われ、断念する。
- 1972年3月末、詩人小山一郎の案内で、詩人吉田一穂と会見。8月からスペイン北部の深山で修業。廃屋に住み、驢馬の背に、パンを乗せ、売って歩き、耳でスペイン語を学ぶ。[5]1973年7月、ピレネー山頂で「太陽の啓示」を受け、聲の力に開眼。その後、ヨーロッパ各地の古代の聖なる地に聲を撃ち込む。
- その後雑誌連載等を経て、1980年、日本国内で朗唱活動を本格的に開始。
- 1978年6月、同人誌「北十字(CYGUNUS)」を創刊、英文学者壽岳文章から1「刮目している」と励ましを受ける。秋季号・第16号で終刊。
- 1981年10月30日　第一詩集『玄象の世界』天童匡史（永井出版企画　第一刷500部刊行）装画：森下慶三
- 1982年1月25日　第一詩集『玄象の世界』天童匡史（永井出版企画　第二刷300部刊行）装画：森下慶三
- 1982年2月、詩人吉増剛造を誘い、肉聲の復権を目指す「北ノ朗唱」[6]を、1991年までの10年間(3年目から詩人高橋睦郎が参加)、厳寒期の北海道を巡る朗唱ツアーを行なう。参加詩人は、白石かずこ・吉原幸子・田村隆一・安西均・新藤凉子・八木忠栄・伊藤比呂美・佐々木幹郎・川田順造・木村迪夫・平出隆・坂本若葉子・大島龍・鈴木順三郎・　青木崇・佐土原台介等。
- 1983年4月　『日本のやさしい人々―もう一つの日本案内』（サン・ダッシュ刊）に、＜新詩人＞として紹介された。
- 1983年5月　向日市で、英文学者壽岳文章先生の知遇を得、1988年、第1回字の個展のパンフレットに、「不思議な人物の随一」と記される。
- 1987年9月、来日中のワシントン・ケネディセンター、No.2のジリアン・プールが天童の聲を聴き、「UNIVERSAL VOICE」と命名する。
- 1988年11月、第1回「南の朗唱 in 福岡・壱岐島」を、高橋睦郎・伊藤比呂美の三人で、1990年の第3回目まで行なう。
- 1989年1月、「ポエムリーディングの夕べ」(STUDIO 130 大塚フォーラム・東京)を、1990年9月まで、全50回を開催。57人の詩人による全公演をプロデュースする。
- 1990年から、毎年、5月か6月の新月の日に、対馬・和多都美神社で、「聲ノ奉納 in 和多都美神社」を、行い続けている。2020年10月17日（5月23日に挙行を予定していたが、緊急事態宣言の為、延期した）で、31回目を挙行。現在も継続中。
- 1990年7月、ザルツブルクにて、ジリアン・プールの推薦を受け、ソプラノ歌手、ガリーナ・ヴィシネフスカヤ教授のマスター・クラスを受講。活動の場は国外へと広がる。[7]
- 1995年11月 北十字舎創設 天童大人第二集『エズラ・パウンドの碧い指環』を刊行。
- 1997年6月、第7回メデジン国際詩祭(コロンビア)で、世界の国際詩祭にデビュー。その後世界各地で、数多くの国際詩祭に招待されている。[8]
- 2002年3月21日(新月)イタリア・ヴェローナで開催された、「-春の詩祭 オマージュ ロベルト・サネージ頌ー」、に招かれ、アレーナ(野外闘技場)で、聲の単独公演を挙行。
- 2003年6月1日以降、Formally changed name to Tendo Taijin.
- 2006年10月14日、詩人の聲を育てるために、聲の先達詩人白石かずこの聲から、Projet La Voix des Poètes(詩人の聲)を創始し、デレィクター&プロデューサーとして、全回、立ち会っている。 2020年1月30日まで、第1839回に達する。都心の心ある画廊のオーナーたちの協力を得て、北海道から沖縄まで、既に180 の詩人が参加。現在も継続中。
- 2013年5月 第2回イラク・バビロン国際文化・芸術祭に招待参加。バビロン国際詩祭に参加し、字の個展も開催。[9][10]
- 2014年9月 イラン、テヘラン・アバダンで開催された第1回 Sky of Children 国際詩祭に、招待参加。
- 2015年5月 「詩人の聲叢書」を創刊[11]。第1巻『長編詩 ピコ・デ・ヨーロッパの雪』天童大人著(響文社)を刊行。[12]
- 2016年9月　韓国、ソウル・平昌で、開催された韓・中・日　東アジア三国詩祭に招待参加。
- 2018年1月　バングラデュシュのダッカで開催されたダッカ国際詩人サミット2018に招待され、「KATHAK　LITERARY　AWARD2018」 を受賞。
- 2018年6月　アルゼンチンで開催された第13回ブエノスアイレス国際詩祭に、国際交流基金の助成を得て、参加
- 2018年7月　調布FMで、「VΘEME！現代の詩とコトバを聴くVΘEME」を立ち上げ、詩人神泉薫と共に制作（1年間）
- 2019年8月　「VθEME」を商標登録。
- 2019年9月　第5回詩とワインのRehovic国際詩祭（Kosovo）に、招待参加。
- 2019年11月　陶板詩集『VΘEME』「Le live d`argile」叢書　第20巻（フランスの陶芸家Marie Joseと陶板詩集を制作。企画：フランスの詩人Jean-Claude VILLAIN）
- 2020年11月11日、第11詩集『長編詩　バビロン詩編』（七月堂）を刊行
- 2021年8月30日、第12詩集『ドゴンの神―アンマにー』（七月堂）を刊行
- 2023年5月29日、第13詩集『ミラノの空ー画家KEIZO(森下慶三)にー』（阿吽塾）

## エピソード
- 「憲政の神様」と言われた尾崎行雄(咢堂)に、11歳の時に、秘書の伊佐秀雄の案内で会った。「若い者は良い」と言われた聲が、天童が最初に出逢った聲の記憶。
- 次いで、獨協学園・中等部三年の時の朝礼で、天野貞祐校長の「諸君は可能性そのものである」という言葉に、衝撃を受ける。
- 中学生三年の時、昼休みに、椿山荘の上に、学校の窓からUFOを目撃した。
- 三島由紀夫が自裁する5か月前、「今年中に何かをしないと、三島由紀夫に会えなくなる」という聲を木曽御嶽山頂付近で、二度、聴く。文学の教師、作家桂芳久は、かつて三島由紀夫の推薦で文壇デビューしたので、三島由紀夫に会うために、桂芳久作品集を制作するので、瑞穂書房を設立。出来上がった桂芳久作品集『火と碑』は、11月11日に、大田区馬込の自宅で三島に見せることが出来た。自裁、二週間前の出来事。
- 英文学者・壽岳文章が「不思議な人物の随一は、ここに紹介する天童大人であろう」と、1988年10月、天童の最初の字の個展「ー詩の根源を求めて―字家 三童 人・字聲展」(詩人・朗唱家・天童大人の字家三童人としての初めての個展）(ストライプハウス美術館・六本木)のパンフレットに書き記した。
- ケネディセンターのジリアン・プールの推薦で、1990年6月、ザルツブルクで開催された、現代のマリア・カラスと称されるソプラノ歌手ガリーナ・ヴィシネフスカヤ教授のマスタークラスを、オーディションを受けて受講。これ以後、喉の障害は、起こらない。
- モダン・アート協会創立会員村井正誠の助言で、マスター・クラスで、ソプラノ歌手ガリーナ・ヴィシネフスカヤ教授の写真を800枚余り撮り、写真家として、毎日グラフ(1990年10月14日号)からデビュー。1990年10月、初めての写真個展を新大久保のギャラリーフレスカで行ない、その後、1992年から1995年まで、写真週刊誌「FOCUS」の準レギュラーとして、写真撮影に従事する。

## 作品

### 詩集
- 『玄象の世界』(天童匡史)装画:森下慶三(永井出版企画、絶版 1981). NCID BB03855505
- 『エズラ・パウンドの碧い指環』(北十字舎 1995)ISBN 978-4826252010
- 『大神 キッキ・マニトウ』(即興朗唱詩集、北十字舎 1997)[13]ISBN 978-4826252027
- 『玄象の世界』抄(北十字舎、絶版 1997)ISBN 978-4826252034
- 『Rosso di Maggio(赤い五月)』(Edizioni D`art Severgnini.Milano.Italia 1999)
- 『LA VOIX DE LA TOUR(POEMES SELECTIONNES)-1978〜2001 -』(フランス語撰詩集、私家版・絶版 2001)
- 『The Wind of Dakar ,Selected Poems1975-2005』(英文撰詩集・私家版・絶版 2005)
- 『EL VIENTO DE DAKAR(1978-2005)(ダカールの風)』(スペイン語付　選詩集」(白鳳社 2006)
- 『On One Kind of "Truth" -Selected Poemsー 1979～2006-』(英文選詩集・私家版・絶版 2006)
- 『Refugee Island Selectes Poems- 1985～2014』(英文選詩集・北十字舎刊 限定100部 2014)
- 『詩人の聲叢書』① 『長編詩 ピコ･デ・ヨーロッパの雪』(響文社 2015)[14]
- 『VΘEME』「Le livre d` argile」叢書　第20巻（陶芸家Marie-Jose` ARMANDOと詩人Jean-Claude　Villainとの共同企画の陶板詩集）2019年
- 『長編詩バビロン詩編』(七月堂) 2020年
- 『ドゴン族の神－アンマにー』(七月堂)2021年
- 『ミラノの空ー画家KEIZO（森下慶三）にー』(阿吽塾)

### 編著
- 『北の鳥のいる書票集』大島龍著　編集人天童匡史　書肆ひやね 1984年
- 稲葉真弓選詩集『さよなら　は、やめときましよう』「詩人の聲叢書」第6巻　編集:天童大人・神泉薫　響文社　2019

### アンソロジー集
- 1984年2月 冊子｢北ノ朗唱｣(吉原幸子・吉増剛造・天童匡史・熊代弘法・大島龍・藤田民子 協力:TDA東亜国内航空)
- 2005年6月『ANTHOLOGIE "PAROLES PARTAGE`ES』(Dakar、SENEGAL)
- 2006年9月『Yapanchitra』(Kolkata、India)
- 2007年10月、『Avoir Vingt Ans』(meeting No5,Saint-Nazaire cedex,France)。『tokyo/luanda』(№11 meet,Saint-Nazaire ,France)。
- 2010年9月『詩のアンソロジー』(国際ペン東京大会2010記念・社団法人日本ペンクラブ)
- 2017年9月『韓中日選詩集』（韓国）
- 2017年12月『韓中日記念文集』（韓国）
- 2018年1月『DHAK ANTHOLOGY OF WORLD POETRY 2018』（Dhaka　Adorn）
- 2019年『Peace for Africa.Peace for Kurdistan』
- 2021年8月31日　『AA.VV  FOR THE DEAD OF THE PANDEMIC PER I MORTI PANDEMIA ANTOLOGIA DEGLI INTERVENTI』4-5Settembre 2021 acura di Beppe Costa da un`ideainternational literature festival berlin

### 写真集
- 写真集『DANA』(写真撮影、天童大人、小島光晴、国際教育学院文化事業部刊、1991年・絶版)
- 佐伯剛正写真集『一九七二年 作家の肖像』(清流出版社刊 2011年5月15日発行)に、写真一葉収録される。

### 翻訳
- 『ロルカ・ダリ』(アントニーナ・ロドリゴ（スペイン語版）著 共訳、山内雅子・天童匡史・小島素子、六興出版・絶版). NCID BN02397250

### 校歌作詞
- 愛知県 春日井市立丸田小学校、2003年

### オリジナル版画集
- 『TERZINA-Ⅷ― OHDOBI』1997年(イタリア・ミラノ セヴェルニーニ出版社刊 限定120部 絶版)
- 「Letter Scape」2000年(イタリア・ミラノ セヴェルニーニ出版社刊 56部)

### CD
- 「UNIVERSAL VOICE」レユニオンの女性詩人Anie Darencuereと　北十字舎　2008年
- 『ピコ・デ・ヨーロッパの雪』鹿林書房　2020年

### VIDEO
- 字・聲集『天童大人(三童人)字・聲・身体の三位一体による大神キッキ　マニトウの世界』キャマラード・キグヌス　1989年

### 映画出演
- 「修羅の帝王」（高橋伴明監督）1994年
- 「セラフィムの夜」（高橋伴明監督）1995年

### 大人:関連資料
天童大人関連資料・文献(単行本に限定)
- 『資料総集 三島由紀夫』福島鋳郎(新人物往来社)1975年6月. NCID BN06124544
- 『日本のやさしい人々 ーもう一つの日本案内ー』(サン・ダッシュ)1983年4月
- 『風のことのは -詩歌の森を散歩する』酒井佐忠(本阿弥書店)2003年4月ISBN 978-4893739285
- 『詩人の言魂』田中佐知(思潮社)2005年9月ISBN 978-4783716266
- 『一九七二年 作家の肖像』佐伯剛正(清流出版社)2011年5月ISBN 978-4860293543
- 『一瞬と永遠と』萩尾望都(幻戯書房)2011年6月、朝日文庫（朝日新聞出版）2016年5月

ISBN 978-4901998758
- 『田中佐知全作品集』(思潮社)2011年7月ISBN 978-4783723578

## 個展
- 1988年「―詩の根源を求めて― 字家 三童人・字聲展-詩人・朗唱家・天童大人の字家・三童人としての初めての個展」(ストライプハウス美術館・東京)
- 1992年「朗唱家、天童大人(三童人)の字展」(ぼくの空想美術館、東京)
- 1993年「朗唱家・天童大人・三童人の字展」「天童大人・三童人の字 HITO展」
- 1994年「字家 天童大人・三童人の字展」(ギャラリーいそがや、東京)
- 1995年「字家 天童大人(三童人)の字展」(INGO、東京)
- 1999年
  - 「字家 天童大人『Letter Scape』展」(ストライプハウス美術館、東京 協力Alitalia)
  - 「字家 天童大人『Letter Scape』展」(木更津市立EINホール、千葉 協力Alitalia)
- 2000年「字家 天童大人『Letter Scape』展」(マタンサス大学ギャラリー、マタンサス・キューバ)
- 2001年
  - 「字家 天童大人 版画集『Letter Scape』出版記念展」(ギャラリーうえすと、東京)
  - 「字家 天童大人『Letter Scape』展」(OPP,六本木・東京)
- 2003年「字家 天童大人『Letter Scape-VOICE UN ENIGUME(ここに謎あり)-』展」(ギャラリーミハラヤ、東京)
  - 『Letter Scape』展 (フランソア・ミッテラン情報館、レ・ユニオン島・フランス)
  - 「天童大人の世界」(Masion di Muse,名古屋)
- 2004年「字家 天童大人『Letter Scape-直識-』展」(ギャラリー・テア)
  - 「字家 天童大人『新作版画』展」(ギャラリー・ポルトデザール、東京)
- 2005年「字家 天童大人『Letter Scape-OVERLAY-』展」(ストライプハウスギャラリー、東京)
- 2006年「字家 天童大人「版画展」(ライオン・銀座・小松店)
- 2007年「字家 天童大人『Letter Scape-OVERLAY-』展」(ライオン・銀座・小松店)
- 2010年「字家 天童大人『Letter-Scape』展」(ギャルリー東京ユマニテ、東京)
- 2013年「字家 天童大人『Letter Scape』展」(バビロン・イラク)

## 字のグループ展
- 1981年 「北の詩人たち展」(ギャラリートーシン・東京)をプロデュースする。
- 1982年 「カリグラフィ展」(画廊文化学院・東京 83,86,88)
- 1984年 「北の詩人たち展」 (札幌アートプラザ、札幌)
- 1987年 「聲を織るもののふたち展」(ギャラリーミカワ、) 砂澤ビッキ、天童大人、中川幸夫、村井正誠、渡辺豊重、88,89,90年+大沢昌助、酒井忠康、実川暢宏、関敏、那珂太郎、荒木経惟、(ギャラリーミカワ・東京)をプロデュースする。
- 1988年 「源初展」 大沢昌助、村井正誠、中川幸夫、砂澤ビッキ、酒井忠康、天童大人(夢土画廊、東京)
- 1989年「天に翔る男たち展」(ギャラリーいそがや、90,92,93,94)を、プロデュースする。
- 1991年「作家たちの字歴書展」(ギャラリーフレスカ、東京92.93,94,95,96,97)を、プロデュースする。
- 1996年「日本の作家色紙展」(日本ペンクラブ主催、京王プラザホテル・ロビーギャラリー。東京)
- 1998年
  - 「TEZINE-LIBRI GRAFICA DA UNA PAGINA-」(GALLERIA AVIDA DOLLARC CENTRO CULTURALE ,MILANO,ITALY)
  - 「TERZINE-LIBRI GRAFICA DA UNA PAGINA-」(GALLERIA D ARTE ARTISTUDIO,MILANO,ITALY)
  - 第1回「もののふたちの字歴書展」酒井忠康、坂倉新平、実川暢宏、関敏、天童大人、中川幸夫、那珂太郎、(アートサロンアクロス、東京)をプロデュースする。
- 1999年第2回「もののふたちの字歴書展」石原悦郎、酒井忠康、坂倉新平、実川暢宏、関敏、天童大人、中川幸夫、那珂太郎(アートサロンアクロス。東京)をプロデュースする。
- 2000年
  - 「目黒区の美術・書 1999 在住作家特別企画展」(主催:目黒区美術館、東京)
  - 第3回「もののふたちの字歴書展」石原悦郎、酒井忠康、坂倉新平、実川暢宏、関敏、天童大人、中川幸夫、那珂太郎、馬場駿吉(アートサロンアクロス、東京)をプロデュースする。
  - 「天童大人・ディオンヌ二人展」(ナショナルギャラリー、ダカール・セネガル)
  - 舞踏・小林嵯峨「月月月・みかづき・繭」に、字作品「月」三点を舞台展示(川口現代美術スタジオ、埼玉)
- 2001年
  - 「TERRA COLORE FUOCO」(CASTELLO DI SPEZZANO MODENA-ITALY)
  - 第4回「もののふたちの字歴書展」石原悦郎、酒井忠康、坂倉新平、実川暢宏、関敏、天童大人、中川幸夫、那珂太郎、馬場駿吉(アートサロンアクロス、東京)をプロデュースする。
- 2002年第5回「もののふたちの字歴書展」酒井忠康、坂倉新平、実川暢宏、関敏、天童大人、中川幸夫、那珂太郎、馬場駿吉(アートサロンアクロス、東京)をプロデュースする。
- 2003年第6回「もののふたちの樹歴書展」酒井忠康、坂倉新平、実川暢宏、関敏、天童大人、中川幸夫、那珂太郎、馬場駿吉(アートサロンアクロス、東京)をプロデュースする。
- 2004年「第4回アル・ムタナビ国際詩祭・絵画展」(アラブ文化センター・チューリッヒ・スイス)
  - 第7回「もののふたちの字歴書展」石原悦郎、酒井忠康、坂倉新平、実川暢宏、関敏、天童大人、中川幸夫、那珂太郎、馬場駿吉、山口昌男(アートサロンアクロス、東京)をプロ デュースする。

他にグループ展、多数あり。

## 海外での字の個展
- 2000年6月キューバ・マタンサス大学ギャラリーで、国際詩祭交流基金の助成を受けて個展開催。(マタンサス大学ギャラリー、マタンサス・キューバ)。
- 2000年11月、セネガル国立ギャラリーで二人展。(ダカール・セネガル)
- 2003年9月フランソア・ミッテラン情報館で個展。(レユニオン。フランス)
- 2013年5月バビロン国際文化・芸術祭に招待され、字の個展(バビロン・イラク)

## 「聲ノ奉納」
- 1990年から、毎年一回、5月か6月の新月の日に対馬・和多都美神社で「聲ノ奉納」を挙行。第29回は、2018年5月15日に挙行。３０回記念公演は、2019年6月3日に挙行。第31回は、2020年10月17日挙行。32回は、2021年6月10日に挙行。
- 1990年6月 三輪山山頂「聲ノ奉納」
- 1991年4月15日 「奉納朗唱 in 赤坂山王日枝神社」(東京都港区)

## 国際詩祭 参加記録
- 1983年3月 シアトル『桜祭り』に招待参加。
- 1997年7月 第7回メデジン(コロンビア)国際詩祭。国際交流基金の助成を受けて招待参加。
- 1998年9月「キューバへの移民100周年記念、詩人交流会」(キューバ、ハバナ・マタンサス)に招待参加。
- 2000年8月 第1回即興詩人インデォ・ナボ国際詩祭(キューバ・マタンサス大学)。国際交流基金の助成を受けて参加、マタンサス大学ギャラリーで個展も行う。
- 2000年11月 第3回ダカール(セネガル)国際詩祭に招待参加。
- 2001年9月 第5回アフリカ・マダガスカル巡回国際詩祭に招待参加。
- 2001年10月 第3回アヴェイロ(ポルトガル)国際詩祭に招待参加。
- 2002年3月 ヴェローナー春の詩祭(ロベルト・サネージ頌)ー(イタリア)に招待参加。アレーナ(野外闘技場)で、単独公演を挙行。
- 2002年6月 第6回アフリカ・モーリス巡回国際詩祭に招待参加。
- 2004年2月 第7回アフリカ・マリ巡回国際詩祭に招待参加。
- 2004年6月 第2回ピストイア(イタリー)国際詩祭に招待参加。
- 2004年6月 第4回アリ・ムタナピ国際詩祭(チューリッヒ)に招待参加。
- 2004年11月 第12回ロザリオ(アルゼンチン)国際詩祭に招待参加。
- 2005年11月 第3回ウエリントン(ニュージランド)国際詩祭に俳人夏石番矢と共に国際交流基金の助成を受けて招待参加。
- 2006年6月 第4回フィレンツェ国際詩祭に招待参加。
- 2006年6月 第14回ジェノヴァ国際詩祭に、詩人・白石かずこと共に、EUジャパンフェスト日本委員会の後援を受けて、招待参加。
- 2006年7月 第3回カラカス国際詩祭(ベネズエラ)にベネズエラ政府からの招待参加。
- 2007年5月 第10回アフリカ・セネガル・サンルイ巡回国際詩祭に国際交流基金の助成を受けて参加。エクセレント賞受賞。[15]
- 2007年11月 M・E・E・T(サン・ナザール市。フランス)の「文學・シンポジウム」に平野啓一郎、池澤夏樹等と共に招待参加。
- 2010年3月 第4回アフリカ・ベナンフランス語圏国際詩祭に、国際交流基金の助成を得て、招待参加。[16]。
- 2013年5月 第2回イラク・バビロン国際芸術・文化・詩祭に、招待参加。
- 2014年9月26日～10月3日 第1回Sky of Chirdrenイラン国際詩祭(テヘラン・アバダン)から招待参加。
- 2017年9月　韓・中・日　東アジア三国国際詩祭（ソウル・平昌）に招待参加。
- 2018年1月　「Dhaka　INTERNATIONAL POETS SUMMMIT 2018 」（バングラデュシュ・ダッカ）に招待参加。「KATHAK 文学賞」（バングラデュシユ）を受賞。
- 2018年6月　第13回ブエノスアイレス国際詩祭（アルゼンチン）に、国際交流基金の助成を受けて、招待参加。
- 2019年9月　第5回詩とワインのRehovic国際詩祭（Kosovo）に、招待参加。
- 2023年11月　高雄世界詩歌祭2023（台湾）に、招待参加。
- 2024年4月　第1回、WORLD POETRY FORUM"POETRIX"(ボゴタ、コロンビア)に、招待参加。

　　　11月「世界思想家と作家の平和会議」（コルカタ・アッサム、インド）に招待参加。

## 公開講座
- パルコ毎日新聞カルチャーシティ 渋谷校 公開講座:UNIVERSAL VOICE
  - 2000年4月8日・7月22日。天童大人UNIVERSAL VOICEの世界。
  - 2001年7月7日・10月14日。～始源の声から未来の声へ～。
  - 2002年2月9日。～始源の声から自分自身の声へ～
  - 2002年6月1日。～聲は心のエネルギ―～。
  - 2003年1月26日。～聲は心のエネルギー～

## VOICE WORKSHOP(新潟・金沢)
- 2009年12月20日 クロスパル新潟 音楽室
- 2010年6月20日 末広屋(新潟市西区)
- 2010年12月12日 木揚場教会(新潟・中央区)
- 2011年6月26日 木揚場教会(新潟・中央区)
- 2011年11月15日 金沢市民芸術村 Pit Ⅰ(マルチ工房)

## クリスタル・スィングボウルの会(新潟)
- 2009年11月8日 蔵織・新潟
- 2010年9月10日・11日・12日小針浜海の家ちどりネフ(nef)(新潟市西区青山海岸)、12月11日 木揚場教会(新潟市中央区)
- 2011年6月26日 木揚場教会(新潟市中央区)